# تفكير نقدي

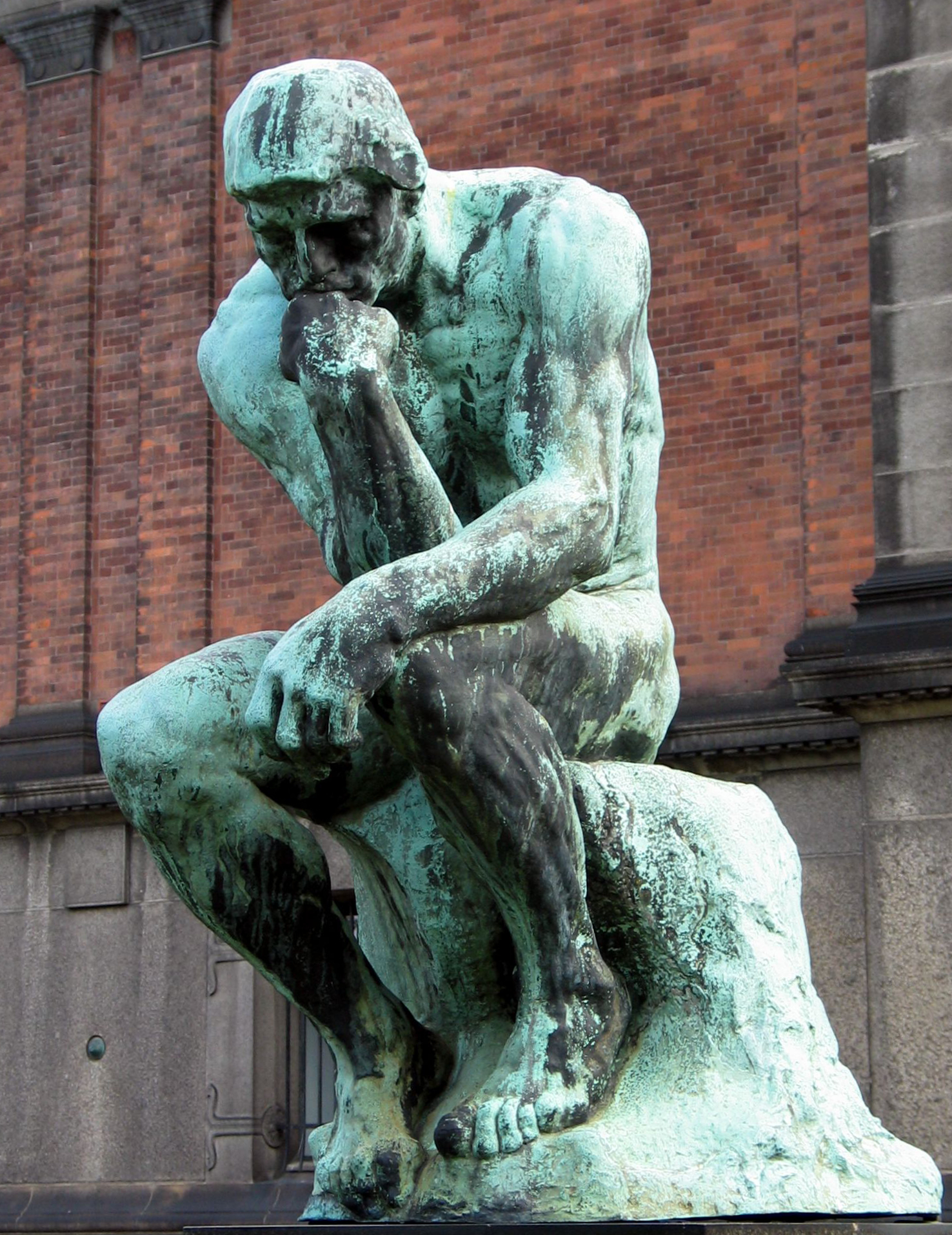

التفكير النقدي (بالإنجليزية: critical thinking) هو التحليل الموضوعيّ للحقائق لصياغة حُكم. للموضوع العديد من التعريفات تتفق جميعها في أنه تحليل عقلانيّ شكوكيّ غير متحيّز، أو هو تقييم الأدلة والحقائق. التفكير النقديّ هو عملية موجهة ومنظّمة ومتابَعة ذاتيًا وتصحح نفسها بنفسها. إنه يفترض التوافق بشأن معايير معينة والاستخدام اليقظ لها. كما يتضمن التواصل الفعّال والقدرة على حل المشكلات، والالتزام بالتغلب على الأنانيّة الفطريّة والأعراف المجتمعيّة.
التفكير الناقد، والذي ربما يتم تعريفة ب (المقدرة على التحقق من الافتراضات، الأفكار، هل هي حقيقية، أو تحمل جزء من الحقيقة، أو أنها غير حقيقية) وقد يتم تعريفة ب «تفكير تأملي معقول يركز على ما يعتقد به الفرد أو يقوم بأدائه»، وهو فحص وتقويم الحلول المعروضة من أجل إصدار حكم حول قيمة الشيء.
يأتي التفكير الناقد في قمة هرم بلوم، وهو أرقى أنواع التفكير، ويكون من وجهة نظر بلوم القدرة على عملية إصدار حكم وفق معايير محددة.

## الخطوات
ويمكن تحديد الخطوات التي يمكن أن يسير بها المتعلم لكي تحقق لديه مهارات التفكير الناقد على النحو التالي:
1. جمع سلسلة من الدراسات والأبحاث والمعلومات والوقائع المتصلة بموضوع الدراسة.
2. استعراض الآراء المختلفة المتصلة بالموضوع.
3. مناقشة الآراء المختلفة لتحديد الصحيح منها وغير الصحيح.
4. تمييز نواحي القوة ونواحي الضعف في الآراء المتعارضة.
5. تقييم الآراء بطريقة موضوعية بعيدة عن التحيز والذاتية.
6. البرهنة وتقديم الحجة على صحة الرأي الذي تتم الموافقة عليه.
7. الرجوع إلى مزيد من المعلومات إذا ما استدعى البرهان والحجة ذلك.

ويتطلب هذا النوع من التفكير القدرات التالية:
- الدقة في ملاحظة الوقائع والأحداث.
- تقييم موضوعي للموضوعات والقضايا.
- توفر الموضوعية لدى الفرد والبعد عن العوامل الشخصية.

وحتى يمكن تنمية هذا النوع من التفكير، فإن ذلك يتطلب مراعاة عدد من العوامل المتصلة، وهي:
1. النقد العلمي، وعدم الانقياد للآراء الشائعة التي يتناقله الناس.
2. البعد عن النظر إلى الأمور من وجهة النظر الخاصة والتعصب لها.
3. البعد عن أخذ وجهات النظر المتطرفة.
4. عدم القفز إلى النتائج.
5. التمسك بالمعاني الموضوعية، وعدم الانقياد لمعان عاطفية.[5]

## التاريخ
ترجع أولى المحاولات الموثقة للتفكير النقديّ إلى تعاليم سقراط التي سجلها أفلاطون. شدد سقراط على أن الحقيقة لا يمكن بلوغها بالاعتماد على هؤلاء الموجودين في «السلطة» ولديهم المعرفة والبصيرة. ووضح أن هؤلاء ذوي السلطة والمكانة العالية ربما يكونون حائرين وغير عقلانيّين. كما أنه أسس لأهميّة طرح الأسئلة العميقة والتي تنفذ إلى التفكير قبل قبول أي فكرة باعتبارها مؤهلة لأن نعتقد بها.
شدد سقراط على أهمية السعي لبلوغ الأدلة والفحص الدقيق للاستدلالات والافتراضات، وتحليل المفاهيم الأساسيّة واللحاق بالتداعيات ليس لما يُقال فقط بل لما يُفعل أيضًا. يُسمى منهجه في التساؤل الآن بـ«التساؤل السقراطيّ» ومعروف في خطط تعليم التفكير النقديّ. وفي طريقته في التساؤل يشدد سقراط على الاحتياج للتفكير بوضوح، وعلى أهمية التماسك المنطقيّ. يطالب سقراط الناس أن تكشف مواطن اللا عقلانيّة في تفكيرهم، وعندما يفتقرون إلى المعرفة الموثوقة. كما يؤكد أن حيازة المرء للسلطة لا تعني موثوقيّة أحكامه أو معرفته.
يؤسس سقراط الطريقة الصحيحة لمسائلة العقائد، والتحقيق في الافتراضات والاعتماد على الدليل والمنطق السليم. سجَّل أفلاطون تعاليم سقراط، ومارس التفكير النقديّ. عدَّل أرسطو والشكوكيّون اليونانيّون تعاليم سقراط مستخدمين التفكير النسقيّ وطرح الأسئلة لمعرفة الطبيعة الحقيقيّة للواقع بمعزل عن الطريقة التي تبدو بها الأشياء في الظاهر.
يضع سقراط مجموعة من التقاليد للتفكير النقديّ، لمسائلة العقائد الشائعة والتفسيرات تأمليًا، والتفريق بين العقائد السليمة منطقيًا عن تلك التي تفتقر للدليل أو الأسس العقلانيّة، والتي رغمًا عن ذلك تبدو للأنانيّة الفطريّة صحيحة، التي تخدم مصالحنا المحدودة أو تسبب لنا الراحة.
يصف ريتشارد دبليو. بول Richard W. Paul التفكير النقديّ باعتباره حركة من موجتين (1994). يُشار للموجة الأولى من التفكير النقديّ بأنه هو التحليل النقديّ الواضح، والتفكير العقلانيّ المبني على النقد. وتختلف تفاصيله تبعًا لمن يُعرِّفه. وطبقًا لباري ك. باير (1995)، يعني التفكير النقديّ صياغة أحكام واضحة وعقلانيّة. وأثناء عملية التفكير النقديّ، يجب أن تخضع الأفكار لحكم العقل، وأن يُنظَر فيها جيدًا ويطلق عليها الحُكم المناسب. يعرِّفه المكتب القوميّ للتفوق في التفكير النقديّ في الولايات المتحدة بأنه «عملية منظمة فكريًا لوضع المفاهيم بشكل نشط ومهاريّ، وتطبيق وتحليل وتركيب وتقييم المعلومات المجمَّعة من الملاحظات والخبرات والتأمل والاستدلال والتواصل كمرشد للاعتقاد والفعل».

## الجذر اللغوي
يُشتق المصطلح critical من كلمة critical Grk. κριτικός = kritikos = "critic وهي تعني النقد؛ وتتضمن القدرة العقليّة على الحكم. تعتبر الجذور اللغويّة لكلمة التفكير النقديّ قديمة قدم التفكير النقديّ نفسه، ويمكن إرجاعها إلى تعاليم ورؤى سقراط منذ 2500 سنة والذي وضع طريقة لطرح الأسئلة لتبرير الادعاءات المعرفيّة.

## التعريفات
عُرِّف التفكير النقديّ بتعريفات عدة، منها:-
- العملية النشطة المتقنة لوضع المفاهيم، وتحليل وتركيب وتطبيق وتقييم المعلومات، للوصول إلى إجابة أو استنتاج.[10]
- هو تفكير نظاميّ واضح وعقلانيّ/منطقيّ ومتفتِّح، ومدعوم بالأدلة.
- هو تفكير منطقيّ يركز على تحديد ما يمكن الاعتقاد فيه وما لا يمكن.[11]
- حُكم هادف ومنظّم ذاتيًا ينتج عنه تفسيرات وتحليلات وتقييم واستدلال، كما يشرح الاعتبارات الدلاليّة والمفاهيميّة والمنهجيّة والسياقيّة، التي يقوم عليها الحُكم.
- يتضمن التزامًا باستخدام المنطق/العقل في صياغة العقائد.[12]
- مهارة الانغماس في فعل ما بتفكير شكوكيّ (McPeck, 1981).[13]
- التفكير في التفكير بطريقة صُممت لتنظيم وإيضاح ورفع كفاءة وإدراك أخطاء وتحيزات التفكير. التفكير النقديّ ليس تفكيرًا صعبًا ولا هو موجه لحل المشكلات (أو أي شيء غير تحسين تفكير الشخص). يتوجه التفكير النقديّ نحو الداخل بنيّة الوصول بالتفكير العقلانيّ للفرد إلى أقصى مدى. فلا يستخدم الفرد التفكير النقديّ لحل المشكلات، لكنه يستخدمه من أجل تحسين عملية تفكيره.[14]
- عملية التقييم التحليليّ الحذر.[15]

وسّع دارسو التفكير النقديّ المعاصرون هذه التعريفات التقليديّة لتتضمن بعض الصفات والمفاهيم الأخرى مثل الإبداع والخيال والاكتشاف والتفكير والتعاطف والمعرفة والنظريّة النسويّة والذاتيّة والغموض واللا قطعيّة. وتستثني بعض التعريفات الممارسات الذاتيّة.

## المنطق والعقلانية
تعتبر القدرة على التفكير المنطقيّ مهارة جوهريّة عند الكائنات العقلانيّة، لذلك تعتبر دراسة كيفية صياغة الحُجج بشكل صحيح وثيقة الصلة بدراسة التفكير النقديّ.
تكونت الموجة الأولى من التفكير المنطقيّ من أجل فهم الصلات بين مفهومين في التفكير. لقد اتبعت فلسفة يُعزل فيها المفكر من قطار الأفكار، وتخلو فيها الصلات والتحليلات من أي تحيز للمفكر. يصف كيري والترز Kerry Walters هذه الإيديولوجيا في مقاله «ما وراء المنطقيّة في التفكير النقديّ Beyond Logicism in Critical Thinking» يقول: «المقاربة المنطقيّة للتفكير النقديّ توصل رسالة إلى التلاميذ أن شرعيّة التفكير النقديّ تصح فقط في حالة استخدام المنطق غير الصوريّ (المنطق الصوريّ بشكل أقل) وأن المفكر الجيّد يهدف إلى أساليب من الفحص والتقييم تتميز بالتحليليّة والعموميّة والموضوعيّة والتجريد. يترسخ هذا النموذج من التفكير في الحكمة الأكاديميّة التقليديّة، ويقبلها العديد من المدرسين كأنها قانون». وبهذا يتوازى اعتماد تلك المبادئ مع الاعتماد المتزايد على الرؤية الكميّة للعالم.
في الموجة الثانية من التفكير النقديّ كما يعرفها كيري والترز، انتقل العديد من المؤلفين من حالة التمركز حول المنطق والتي كانت ذات شأن في الموجة الأولى، خاصة في المؤسسات التعليميّة العالية. يلخص والترز هذه النظرة المنطقيّة بأنها «اختزال التفكير الجيّد إلى التفكير المنطقيّ».

### الاستقراء والاستنباط والاستبعاد =
هناك ثلاث أشكال من الاستدلال المنطقيّ غير الصوريّ:-
- الاستنباط وهو استنتاج نتيجة من مقدمات معطاة تتبع منطقيًا القياس الاستثنائيّ، مثل: ]س[ بشريّ، وكل البشر لديهم وجه، بالتالي (س) لديه وجه.
- الاستقراء هو استخراج النتائج من نمط مضمون بصرامة البناء الذي يُطبق عليه، مثل: مجموع الأعداد الزوجية الصحيحة عدد زوجي.
- الاستبعاد هو استخراج النتائج باستخدام الحدس المهنيّ والذي من المحتمل أن يعطينا معرفة ما، مثل: أنا أراقب الأغنام في الحظيرة، وكلهم باللون الأبيض من زاوية رؤيتي، بالتالي كل الأغنام بيضاء.

### التفكير النقدي والعقلانية
يجادل كيري والترز أن العقلانيّة تتطلب ما يفوق المنطق أو الوسائل التقليديّة لحل المشكلات أو التحليل، أو ما يسميه (حساب التبريرات)، بل يجب أن تتضمن أيضًا «الجوانب الإدراكيّة والخيال والإبداعي التصوريّ والحدس» وتركز تلك الوظائف على الاكتشاف، على عمليات أكثر تجريديّة بدلًا من المقاربة الخطيّة المبنيّة على القواعد من أجل حل المشكلات. العقل الخطيّ واللا تسلسليّ يجب أن يُضمنا في العقل المنطقيّ.
القدرة على تحليل حُجة؛ لمعرفة تركيبها ومكوناتها، الأطروحة والأسباب، ضرورية. إلا أن القدرة على أن يكون الفرد مرنًا ومدققًا في البدائل الأخرى ووجهات النظر غير التقليديّة لا تقل أهمية عنها. وهذه الوظائف المعاصرة هي ما تؤهل التفكير النقديّ أن يتضمن الخيال والحدس بالتعاون مع الطرق التقليديّة في الاستنباط والتساؤل.

## الوظائف
تتضمن قائمة مهارات التفكير النقديّ الملاحظة والتفسير والتحليل والاستدلال والتقييم والشرح وإدراك الإدراك. وطبقًا لرينولد Reynolds 2011 فإن الفرد أو المجموعة المهتمين بالتفكير النقديّ يعطون اعتبارًا خاصًا لتأسيس:-
- دليل واقعيّ
- مهارات السياق؛ لفصل المشكلة عن سياقها
- المواصفات ذات الصلة لصياغة الحُكم
- وسائل وتقنيات قابلة للتطبيق لصياغة الحُكم
- بُنى نظريّة قابلة للتطبيق لفهم المشكلات والأسئلة المتاحة

وبالإضافة للمهارات النظريّة، يجب على الفرد أن يتمكن من تضمين المشكلات والقرارات اليوميّة مستخدمًا التفكير النقديّ. فالتفكير النقديّ لا يكتفي بتوظيف المنطق فقط، ولكنه يتبنى مواصفات فكريّة أوسع مثل الوضوح والموثوقيّة والدقة والعمق والأهميّة والنزاهة.

## العملية
يناشد التفكير النقديّ القدرة على:-
- التعرف على المشكلات، والتعرف على وسائل واقعيّة للتعامل معها
- فهم أهميّة الأولويّة في حل المشكلات
- تجميع المعلومات ذات الصلة
- التعرف على الافتراضات والقيم غير المصرَّح بها
- فهم واستخدام اللغة بدقة ووضوح
- تأويل البيانات وتقييم الأدلة والحُجج
- التعرف على وجود –أو غياب- العلاقات المنطقيّة بين الأطروحات
- وضع الاستنتاجات والتعميمات
- اختبار الاستنتاجات والتعميمات التي وصل إليها المرء
- إعادة بناء المعتقدات الشخصيّة بناءً على ما استجدّ من خبرات
- صياغة أحكام أكثر دقة بشأن أمور محددة وسمات في الحياة اليوميّة [20]

## عادات وسمات العقل
تميز عادات العقل الأشخاص المعتمدين على التفكير النقديّ، تلك العادات التي تشمل اتباع العقل والدليل أين ما ذهب بنا، ومقاربة نسقيّة لحل المشكلات والتساؤل والإنصاف والثقة في الاستدلال.
وطبقًا لتحليل كومبف وبوند، فإن التفكير النقديّ يتضمن حل المشكلات وصناعة القرار وإدراك الإدراك والعقلانيّة والتفكير العقلانيّ والاستدلال والمعرفة والذكاء وشق أخلاقيّ مثل التفكير التأمليّ. يحتاج المفكرون النقديون الوصول إلى مستوى من النضج في التطور وامتلاك توجه معين ومجموعة من المهارات الواجب تعلمها.

## البحث
اقترح إدوارد م. غلاسير Edward M. Glaser أن القدرة على التفكير نقديًا تتضمن ثلاث عناصر:-
1. القدرة على التفكير بطريقة واعية، في المشكلات والمواضيع التي تحدث مع المرء
2. معرفة مناهج التساؤل المنطقيّ والاستدلال
3. بعض المهارات في تطبيق تلك المناهج

تهدف المناهج التعليميّة إلى تطوير مهارات التفكير النقديّ عند الأطفال والكبار من المتعلمين، فرديًا وفي جماعات في سياقات حل المشكلات وصناعة القرار، والاستمرار في تعزيز أهمية تلك العناصر الثلاثة.
تشتمل الدراسات العلميّة في كل النظم التعليميّة الرئيسة على مشروع التفكير النقديّ في معمل العلوم الإنسانيّة في لندن لتقييم إمكانيّة تحسين وتضمين النظم للتفكير النقديّ.
يعتبر علم النفس الإدراكي المعاصر الاستدلال/التفكير البشريّ عملية معقدة، تأمليّة وتفاعليّة.
تعتبر العلاقة بين مهارات التفكير النقديّ وترتيباته/تصرفاته سؤالًا تجريبيًا. يمارس البعض التفكير النقديّ ولكنهم يفتقرون إلى مهاراته، والبعض لديه المهارات دون ممارسة، والبعض الآخر ليس لديه أيهما.
جون ديوي John Dewey واحدًا من القادة التعليميّين في حقل بناء المهارات التفكيريّة وإفادة المتعلمين والمجتمع، وبالتالي الديمقراطية.
للتفكير النقديّ أهمية خاصة في الأوساط الأكاديميّة، فهو مهم في عملية التعليم، والإدخال Internalization وفي بناء الأفكار الأساسيّة والمبادئ والنظريات. كما أن التفكير النقديّ مهم في تعليم التطبيق حيث تدخل تلك الأفكار والمبادئ والنظريات حيِّز التنفيذ في حياة المتعلمين.
يكيِّف كل مجال استخدام التفكير النقديّ ومفاهيمه ومبادئه. تشترك كل المجالات في المفاهيم المركزيّة، ولكنها تختلف تبعًا لمحتوى كل موضوع. يجب على التلاميذ أن يستخدموا فكرهم من أجل تعلم المحتوى. على الكل أن يستعمل تفكيره الخاص، وبنائه الخاص للمعرفة. يدرك الأساتذة هذا وبالتالي يركزون على الأسئلة والقراءات والأنشطة التي تحفز العقل ليمتلك المفاهيم والمبادئ المفتاحيّة في أي موضوع.
تاريخيًا، ركزت تعاليم التفكير النقديّ على العمليات المنطقيّة فقط (الصوريّة وغير الصوريّة). مما رسخ فكرة أن التفكير الجيّد يعادل التفكير المنطقيّ عند التلاميذ. وكان الهدف من نشأة الموجة الثانية من التفكر النقديّ محاولة التأكيد على أهمية الوسائل التقليديّة مع توسيع ما يعنيه أن تكون مفكرًا نقديًا. جمَّع كيري والترز عام 1994 العديد من المصادر متجاوزًا هذا التحجيم المنطقيّ، حيث تضمن تجميعه ما قاله المؤلفون بشأن أهمية المعرفة والتعاطف ومُثل الجندريّة والفلسفات الكبرى والذاتيّة الفكريّة والأخلاقيّة والتنوير. تدعو تلك المفاهيم التلاميذ أن يضمِّنوا رؤاهم الخاصة وخبراتهم في التفكير.

### الكفاءة
أُجري تحليل استخلاصيّ عام 1995 حول كفاءة التدريس في التعليم العاليّ. راعت تلك الدراسة مخاوف التعليم العاليّ والسياسة ورجال الأعمال حول فشل التعليم لإرضاء احتياجات المجتمع في إخراج مواطنين ذوي تعليم جيّد. استنتج البحث أنه بالرغم من أن الجامعات تحاول أن تعلِّم التلاميذ التفكير، إلا أن الممارسة العملية تكشف أن ما يتلقاه الطالب هو مجرد مفاهيم وحقائق تستدعي الحد الأدنى فقط من إدراكه وتفكيره، بدلًا من أن تطور هذا الفكر أو تزرع فيه القيم.
وفي تحليل استخلاصيّ آخر، راجع الباحثون 341 دراسة تجريبيّة، جميعها استخدمت مراجع معياريّة لقياس التفكير النقديّ وتقييم عوائده. يصف الباحثون المقاربات المنهجيّة المختلفة ومحاولات تصنيف أدوات التقييم، والتي تتضمن اختبارات معتمدة واختبارات أجراها الأساتذة قائمين بدور الباحث. أكدت النتائج على أهمية تعريض هؤلاء التلاميذ للمشاكل الواقعيّة وأهمية تشجيعهم على الحوار في البيئة الداعمة. يُعتقد أن خطط تدريس التفكير النقديّ ممكنة في العديد من الإعدادات التعليميّة. من تلك المحاولات تظهر محاولة الإنسانيات في تدريس التفكير النقديّ وتقليل الإيمان بالعلوم الزائفة، تلك المحاولة من جامعة نورث كارولينا North Carolina State University. حققت تلك المحاولة بعض النجاحات كما لاحظ الباحثون وأكدوا على قيمة الإنسانيات في توفير مهارات تقييم الموقف الراهن والبيانات الكمية في السياق.
يلاحظ سكوت ليلينفيلد Scott Lilienfeld أن هناك بعض الأدلة التي تدعم إمكانيّة تعليم التفكير النقديّ للأطفال في سن مبكرة عما يتعلمونه حاليًا.

## الأهمية الأكاديمية
التفكير النقديّ عنصر مهم لكل المجالات المهنيّة وكل الأنظمة الأكاديميّة. وفي مجال الشكوكيّة العلميّة، تتضمن عملية التفكير النقديّ الحصول الحذر على المعلومات وتفسيرها للوصول إلى استنتاج مبرر. يمكن تطبيق مفاهيم ومبادئ التفكير النقديّ في أي سياق بشرط أن يُنظر إلى طبيعة وخصوصيّة كل سياق. ولهذا يكوِّن التفكير النقديّ نظامًا من طرائق التفكير المترابطة والمتداخلة مثل التفكير الأنثروبولوجي والتفكير الاجتماعيّ والتفكير الرياضاتيّ والتفكير الكيميائيّ والتفكير البيولوجيّ والتفكير القانونيّ والتفكير البيئيّ والتفكير الأخلاقيّ والتفكير الموسيقيّ إلخ.. أو بعبارة أخرى، بالرغم من عموميّة مبادئ التفكير النقديّ، يجب أن يكون تطبيقه خاضعًا للسياق الذي يُطبق فيه.
يُعتبر التفكير النقديّ مهمًا في المجالات الأكاديميّة لأنه يتيح للمرء أن يحلل ويقيّم ويشرح ويرمم التفكير، وبالتالي يقلل من احتماليّة تبني معتقد زائف. لا يمنع اشتغال الشخص بالتفكير النقديّ ومعرفة قواعد الاستدلال والتساؤل المنطقيّ أن يقع في الأخطاء، ذلك لأن هناك بعض المؤثرات التي تدفع للأخطاء مثل الأنانيّة والتحيزات والبروباغاندا وخداع الذات والمعلومات المضللة. ولهذا يركز التفكير النقديّ على كشف مثل تلك الأخطاء، وبالنظر إلى الأبحاث في علم النفس الإدراكي، يعتقد المدرسون أن المدارس يجب أن تركز على تعليم التفكير النقديّ للتلاميذ وغرس تلك الصفات الفكريّة بهم.